# دينيس ويليام سياما
دينيس ويليام سياو سياما (بالإنجليزية: Dennis W. Sciama)‏  عالم بريطاني فيزيائي من أصل سوري يهودي. مع طلابه، لعب دور رئيسي في تطوير الفيزياء البريطانية بعد الحرب العالمية الثانية. كان مشرفًا على درجة الدكتوراه للعديد من علماء الكونيات المشهورين، بما في ذلك ستيفن هوكينج ومارتن ريس وديفيد دويتش. يعتبر أحد آباء علم الكون الحديث.